# Attila Csihar
Attila Csihar (Budapeste, 29 de março de 1971) é um cantor, compositor e letrista húngaro, mais conhecido por seu trabalho como vocalista no álbum De Mysteriis Dom Sathanas da banda norueguesa de black metal Mayhem.

## Discografia
Todos as performances estão creditadas como vocalista em todas as faixas de um álbum, exceto quando indicado.

### com Tormentor
- The Seventh Day of Doom (1987)
- Anno Domini (1988)
- Recipe Ferrum! (2000)

### com Mayhem
- De Mysteriis Dom Sathanas (1994)
- Mediolanum Capta Est [vocal em "From the Dark Past"] (1999)
- Ordo Ad Chao (2007)
- Esoteric Warfare (2014)

### com Aborym
- Kali Yuga Bizarre [vocal em "Hellraiser", "Darka Mysteria" e "The First Four Trumpets"] (1999)
- Fire Walk with Us! (2000)
- Generator [vocal em "Man Bites God"] (2006)
- With No Human Intervention (2003)

### com Sunn O)))
- White2 (2004)
- LXNDXN Subcamden Underworld Hallo'Ween 2003 (2004)
- Oracle (2007)
- Flight of the Behemoth [vocal em "O))) Bow 3" e "O))) Bow 4"] (2007)
- Dømkirke (2008)
- Monoliths & Dimensions (2009)
- Kannon (2015)

### Outras gravações
- Plasma Pool – I (1994)
- Plasma Pool – Drowning (1997)
- Limbonic Art – The Ultimate Death Worship [vocal em "From the Shades of Hatred"] (2001)
- Korog – Korog (2001)
- Anaal Nathrakh – When Fire Rains Down from the Sky, Mankind Will Reap as It Has Sown [vocal em "Atavism"] (2003)
- Finnugor – Death Before Dawn [vocal em "Cosmic Nest of Decay"] (2003)
- Keep of Kalessin – Reclaim (2003)
- Chton – Chtonian Lifecode [vocal em "Book of Black Earth"] (2004)
- Finnugor – Darkness Needs Us [vocal em "Darkness Needs Us"] (2004)
- Sear Bliss – Glory and Perdition [vocal em "Birth of Eternity" e "Shores of Death"] (2003)
- Hell Terrorist – Promo 2005 [vocal em "Hell Terrorist"] (2005)
- Astarte – Demonized [vocal em "Lycon"] (2007)
- Anaal Nathrakh – Eschaton [vocal em "Regression to the Mean"] (2006)
- Burial Chamber Trio – Burial Chamber Trio (2007)
- Gravetemple – The Holy Down (2007)
- YcosaHateRon – La Nuit (2007)
- Stephen O'Malley & Attila Csihar – 6 °F Skyquake (2008)
- Burial Chamber Trio – WVRM (2008)
- Skitliv – Amfetamin (2008)
- Gravetemple – Ambient/Ruin (2008)
- Pentemple – O))) Presents… (2008)
- Jarboe – Mahakali [vocal em "The Soul Continues"] (2008)
- Ascend – Ample Fire Within [vocal em "Ample Fire Within"] (2008)
- Skitliv – Skandinavisk Misantropi [vocal em "ScumDrug"] (2009)
- Gravetemple – Le Vampire de Paris (2009)
- Nader Sadek   –   In the Flesh (vocais em duas faixas, 2010)
- Dynasty of Darkness  –    Empire of Pain (vocais em uma faixa,[2] 2010)
- Ulver   –   Wars of the Roses (vocais em "Providence", 2010)
- DivahaR  –      Divarise (vocais em "Blindness", 2014)